# Tugaske (cratera)
A cratera Tugaske é uma cratera de impacto marciana de aproximadamente 31 km em diâmetro. Ela se localiza no quadrângulo de Thaumasia a 32.1°S, 101.2°W, a sul da cratera Dinorwic e a sudeste da cratera Virrat. Ela recebeu este nome em referência à cidade de Tugaske, em Saskatchewan, Canadá. De acordo com um mapa da idade geológica da superfície de Marte baseado em dados do Serviço Geológico dos Estados Unidos, a área ao redor de Tugaske data do período Noachiano, o que situa a idade geológica da área entre 3.8 e 3.5 bilhões de anos. A elevação ao redor da borda é em média de 6,700 metros acima da altitude zero, e a parte mais profunda do leito da cratera, na cavidade central, atinge-se 5,100 metros acima da altitude zero, o que resulta em uma profundidade de 1.6 km.